# György Pauk
György Pauk (Budapest, 26 ottobre 1936 – Budapest, 18 novembre 2024) è stato un violinista ungherese naturalizzato britannico.

## Biografia
György Pauk entrò all'Accademia di musica Franz Liszt di Budapest nel 1945. Studiò dapprima con Imre Waldbauer e János Temesváry, poi con Ede Zathureczky, col quale si diplomò. Fece il suo debutto con l’orchestra all'età di 14 anni a Budapest.
Nel 1953 vinse il primo premio al Concorso di Budapest. Dopo la rivolta ungherese, nel 1956 lasciò l'Ungheria e si trasferì nei Paesi Bassi. Nello stesso periodo partecipò a diverse competizioni internazionali, vincendo nel 1956 il primo premio al Premio Paganini di Genova. Nel 1957 vinse il primo premio al Concorso ARD di Monaco di Baviera e nel 1959 ottenne il primo premio al Concorso Long-Thibaud di Parigi.
Debuttò a Londra nel 1961 con la London Symphony Orchestra sotto la direzione di Lorin Maazel, e nello stesso anno si stabilì a Londra. Poco dopo debuttò negli Stati Uniti con la Chicago Symphony diretta da Georg Solti. Nel 1964 fu nominato professore al Royal Northern College of Music di Manchester.
Nell'ambito del repertorio contemporaneo colalborò con i compositori Witold Lutosławski, Krzysztof Penderecki, Alfred Schnittke, Peter Maxwell Davies e Michael Tippett. Diede la prima esecuzione di diversi concerti tra cui il Triplo Concerto di Michael Tippett (1980).
Su incoraggiamento di Annie Fischer, nel 1973 Pauk si esibì nuovamente a Budapest.
Dopo aver rallentato l'attività concertistica, Pauk si dedicò con più intensità all'insegnamento. Nel 1987 venne nominato professore di violino alla Royal Academy of Music di Londra, e insegnò al Conservatorio di Winterthur (Svizzera). Si ritirò dall'attività concertistica nel 2007.
Suonava sullo Stradivari "Massart" del 1714, appartenuto precedentemente a Joseph Lambert Massart, e su un Guadagnini del 1740.